# Липница-Мурована (гмина)
Липница-Мурована (пол. Lipnica Murowana) — сельская гмина (волость) в Польше, входит как административная единица в Бохнявский повет, Малопольское воеводство. Население 5466 человек (на 2004 год).

## Демография
Данные по переписи 2004 года:
| Перепись                       | Всего   | Всего | Женщины | Женщины | Мужчины | Мужчины |
| ------------------------------ | ------- | ----- | ------- | ------- | ------- | ------- |
| Единицы                        | человек | %     | человек | %       | человек | %       |
| Население                      | 5466    | 100   | 2749    | 50,3    | 2717    | 49,7    |
| Плотность населения (чел./км²) | 90,2    | 90,2  | 45,3    | 45,3    | 44,8    | 44,8    |

## Соседние гмины
1. Гмина Чхув
2. Гмина Гнойник
3. Гмина Ивкова
4. Гмина Ляскова
5. Гмина Новы-Виснич
6. Гмина Жегоцина